# طنان (قليوب)
طنان إحدى قرى مركز قليوب التابع لمحافظة القليوبية بجمهورية مصر العربية.

## التاريخ
قرية طنان من القرى القديمة، واسمها الأصلي وقت الفتح الإسلامي لمصر «تانينت» (بالإنجليزية: Tanent)‏، وقد وردت باسم طنان في أعمال الشرقية ضمن قرى الروك الصلاحي التي أحصاها ابن مماتي في كتاب قوانين الدواوين، كما وردت باسم طنان من أعمال القليوبية ضمن قرى الروك الناصري التي أحصاها ابن الجيعان في كتاب «التحفة السنية بأسماء البلاد المصرية». وفي العصر العثماني كان اسمها في تربيع سنة 933هـ/1527م الذي أجراه الوالي العثماني سليمان باشا الخادم في عصر السلطان العثماني سليمان القانوني طنان ضمن قرى ولاية القليوبية، وفي تاريخ 1228هـ/1813م الذي عدّ قرى مصر بعد المسح الذي قام به محمد علي باشا باسم طنان ضمن قرى مديرية القليوبية.

## السكان
بلغ عدد سكان طنان 33,441 نسمة، حسب الإحصاء الرسمي لعام 2006.